# San Juan de Aznalfarache
San Juan de Aznalfarache ist eine Stadt in der Provinz Sevilla in Spanien mit 23.090 Einwohnern (Stand: 2024). Sie ist Teil der Comarca Metropolitana de Sevilla. Sie liegt wenige Kilometer von der Provinzhauptstadt Sevilla entfernt.

## Geografie
Obwohl San Juan eine eigenständige Gemeinde ist, gehört es zum Großraum Sevilla, zu dem es am gegenüberliegenden Ufer des Guadalquivir liegt. Die Stadt ist durch zwei Straßenbrücken und eine Fußgängerbrücke mit dem sevillanischen Stadtteil Triana auf der Isla de La Cartuja verbunden.
San Juan liegt nördlich von Gelves, nordöstlich von Mairena del Aljarafe und südlich von Tomares, die alle ebenfalls zum Ballungsraum von Sevilla gehören. Sie liegt westlich von Sevilla selbst.

## Geschichte
Der Name der Stadt bezieht sich auf die Festung von Alfaraj (ar: حصن الفرج), eine für Historiker bekannte Stätte, die wahrscheinlich unter den Umayyaden erbaut wurde, aber besser bekannt ist durch den von Al-Muʿtamid im 11. Jahrhundert erbauten Palast.

## Söhne und Töchter der Stadt
- Enrique Collar (* 1934), Fußballspieler